# سیریاک مایونگا
سیریاک مایونگا (انگلیسی: Cyriaque Mayounga؛ زادهٔ ۴ اکتبر ۲۰۰۰) بازیکن فوتبال اهل جمهوری آفریقای مرکزی است.
وی همچنین در تیم ملی فوتبال جمهوری آفریقای مرکزی بازی کرده‌است.